# Malup Island
Malup Island ist eine unbewohnte Binneninsel im australischen Bundesstaat Western Australia. Die Insel liegt im Lake Joondalup in Joondalup City Sie ist 100 Meter vom Ufer entfernt. Sie wird vom Lake Joondalup Nature Reserve geschützt.